# Virgen del Remedio (Alicante)
Virgen del Remedio es un barrio de la zona norte de la ciudad española de Alicante. Según el padrón municipal, cuenta en el año 2022 con una población de 16 253 habitantes (8488 hombres y 7765 mujeres).

## Localización
Virgen del Remedio limita al norte con los barrios de Ciudad Jardín y Villafranqueza, al este con Colonia Requena, Juan XXIII y Cuatrocientas Viviendas, al sur con Virgen del Carmen, Lo Morant-San Nicolás de Bari y Los Ángeles y al oeste con los barrios de Tómbola, Rabasa y Ciudad Jardín nuevamente.
Asimismo, está delimitado exteriormente, desde el este y en el sentido horario, por las avenidas y calles siguientes: Pintor Gastón Castelló, Olivino, Ronda de Melilla, Alonso Cano, Santa Cruz de Tenerife, Pino Santo, Granada, Almería, Lugo, Escritor Ferrándiz Torremocha, Dolçainer Lluís Avellá, Vicente Alexandre, Unicef, Novelda, Padre Perpiñán, Ortega y Gasset, Economista Germán Bernácer, Olot, Baronía de Polop, Matemático Romero, Doctor Claramunt, más un tramo sin urbanizar al norte.

## Antecedentes
Virgen del Remedio es uno de los seis barrios de la zona norte que nacieron con la inmigración llegada a Alicante, a mediados del siglo XX, desde otras zonas de España. La Administración del momento buscó espacios de la periferia para ubicar los nuevos asentamientos humanos. Se construyó mediante planes de vivienda o iniciativas privadas, pero en muchos casos con escasa calidad. Esto supuso con el paso del tiempo el deterioro rápido de las viviendas, lo que llevó a diseñar planes integrales de rehabilitación.
A partir del año 1961 y hasta 1978, la promotora Cobensa construyó las distintas fases de viviendas que empezaron a formar este barrio. Se trataba de un plan de viviendas subvencionadas donde los nuevos propietarios debían establecerse.
A finales del siglo XX empezó a desarrollarse una segunda oleada de inmigración, esta vez de personas extranjeras que se fueron mezclando con los residentes anteriores.

## Población
Según el padrón municipal de habitantes de Alicante, la evolución de la población del barrio Virgen del Remedio en los últimos años, del 2010 al 2022, tiene los siguientes números:
|              | 2010  | 2011   | 2012   | 2013   | 2014  | 2015  | 2016   | 2017   | 2018   | 2019   | 2020   | 2021  | 2022   |
| ------------ | ----- | ------ | ------ | ------ | ----- | ----- | ------ | ------ | ------ | ------ | ------ | ----- | ------ |
| Población    | 16985 | 16665  | 16445  | 16319  | 16333 | 16342 | 16021  | 15260  | 15583  | 16043  | 16471  | 16482 | 16253  |
| (Diferencia) |       | (-320) | (-220) | (-126) | (+14) | (+9)  | (-321) | (-761) | (+323) | (+460) | (+428) | (+11) | (-229) |